# Saint-Vincent-des-Bois
Saint-Vincent-des-Bois è un comune francese di 312 abitanti situato nel dipartimento dell'Eure nella regione della Normandia.

## Società

### Evoluzione demografica
Abitanti censiti